# コール オブ デューティ ブラックオプス ディクラシファイド
『コール オブ デューティ ブラックオプス ディクラシファイド』（英: Call of Duty: Black Ops: Declassified）は、2012年に発売されたPlayStation Vita専用FPSゲーム。nStigate Games(旧ニヒリスティックソフトウェア)が開発し、アクティビジョンが発売した。本作はE3のソニーのカンファレンスで発表された。
ディクラシファイドではシングルプレイヤー、マルチプレイヤー、ホスタイルモードがあり、キャンペーン(オペレーション)では、『BO』と『BO2』の中間の物語が展開される。
本作は発売後すぐに不評が殺到したことで有名になった。

## ゲームプレイ
『コールオブデューティ ブラックオプス ディクラシファイド』は、Vitaのデュアルアナログスティック、タッチスクリーン、背面タッチパッドを使用する。背面タッチパッドを使用して息を止めることで、狙撃時の銃のブレを抑えられる。タッチスクリーンを使用して手榴弾を投げられるという点で、『RESISTANCE −アメリカ最後の抵抗−』に似ている。 タッチスクリーン上をスワイプまたはタッチすることによって、近接攻撃が可能。
「ホスタイル」と呼ばれる全く新しいモードが追加されており、このモードではプレイヤーは4つの異なるウェーブで複数の敵と戦う。ニヒリスティックは、ゾンビモードがゲームに含まれないことを発売時に認めた。
2012年のゲームズコム開催中にディクラシファイドが紹介されたが、グラフィックスが批判された。ニヒリスティックは照明の改善、敵と銃のより良いモデル、より良いテクスチャでゲームのビジュアルを改善することで対応した。
標準のスクリーンショット機能は使用不可となっている。また、PS Vita TVでのプレイには対応していない。

### シングルプレイヤー
本作のキャンペーンはリプレイ性の高いオブジェクティブベースのミッションで構成されており、プレイヤーのパフォーマンスを上げることが可能になっている。シングルプレイヤーは「オペレーション」という名称であり、メインストーリーに加え、走りながら敵の模擬的を撃ち倒しつつ記録更新を目指す、タイムトライアルモードも存在する。

#### ストーリー
パナマ侵攻後の1990年1月12日、CIA分析官のライアン・ジャクソンは、情報員ジェイソン・ハドソンが担当する工作員アレックス・メイソンとフランク・ウッズによって処理されたいくつかの任務について報告した。この報告では、ニキータ・ドラゴヴィッチ、ジョン・F・ケネディ大統領、ラウル・メネンデスなど、いくつかの人物との3人の関与についての言及がなされている。
1975年4月29日、パラブルシステムと呼ばれるトップシークレットのCIAの暗号装置を破壊するためにベトナムのサイゴンにウッズが送られた。パラブルシステムの破壊に成功した翌日、彼はタンソンニャット空軍基地に到着し、CIA分析官のグループを救出し安全に避難させた。
1976年、メイソンはアクティブ・メジャー作戦に参加し、シュタージの離反者からの情報を回収するためにドイツのベルリンへ向かった。しかし、離反者は交換が行われる前に殺害された。その後メイソンはミカイル・ベロフ大佐が率いるKGBのスパイ組織を追跡した。メイソンは情報の回収に成功し、その過程でベロフを殺した。
1977年の冬、ハドソンは、ノヴァ計画を復活させるKGBの試みを知った。これは、実際に計画を阻止したのと同じ場所のマウンタウ山であった。ウッズが率いるチームが送られたが、仲間が搭乗していたヘリが墜落し、ウッズしか生き残らなかった。ウッズは施設に侵入し元ノヴァ6開発者のフリードリッヒ・シュタイナーの部下のシュリセルを殺した。施設から回収した情報で、ハドソンとウッズをエルブラス山の近くにあるKGBミサイル発射場に導いた。発射場でノヴァのガス拡散装置を追加した大陸間弾道ミサイルを試射する計画だった。 ウッズはミサイルを爆破し打ち上げを阻止できたが、ヤマンタウ山でのヘリ墜落を生き延びたチームメイトの一人KGBに拘束されたことを知った。彼はハドソンの命令に反してチームメイトを救うために施設に潜入したが、間に合わなかった。ウッズはその後、施設に爆弾を設置し破壊した。
1979年7月19日、メイソンはニカラグアのマナグアに派遣され、KGBによって拘束されていた潜入工作員を脱出できるよう支援した。3ヶ月後、彼はムジャーヒディーンについての情報を持っていた高価値の人物を救出するためにアフガニスタンに送られた。
ジャクソンは、メネンデスカルテルに対する1982年の急襲でカルテルのリーダーのホセ・ルイス・メネンデスが死亡した任務についての情報で報告を締めくくった。ミッション自体は成功したが、その結果現場から逃亡したホセの息子のラウルがその後にカルテルの新しい指導者として台頭してしまった。

### ホスタイルモード
この新しいモード「ホスタイル」は『コール オブ デューティ モダン・ウォーフェア3』のサバイバルモードに非常に似ている。プレーヤーはウェーブごとに出現する12か16人の敵と戦う。各ウェーブでは特定の武器を使用する。 4つの異なるウェーブで敵を全員倒した後、再びウェーブが始まる。 マップは、Shipmentマップを除いて、ゲームのマルチプレイヤー部分から使用されている。マップは「Shattered」、「Rocket」、「Range」、「Intel」と「Nukehouse」と呼ばれている。各ウェーブの終わりに救援物資がマップ上にドロップされるが、次のウェーブが始まる前までに獲得しなければ消失してしまう。救援物資には迫撃砲、セントリーガン、または武器のいずれかが含まれている。

### マルチプレイヤー
本作のマルチプレイヤーは、Vitaのパーティー・アプリを通じてWi-Fiによる4対4のプライベート試合をフレンドと遊ぶことができる。このゲームには、合計7つのマップ、7回のキルストリーク、5つのゲームモード、18の主武器、10の副武器、6つの装備アイテム、12のパークがある。プレイヤーには、5つのプリセットクラス、5つのカスタムスロット、1つのシェア用クラススロットが存在する。少なくともレベル40に到達した時にプレステージモードへ移行できるようになる。

## 発売
2012年11月13日に北米でブラックオプス2と共にコールオブデューティ ブラックオプス ディクラシファイドが発売された。PS Vita同梱パックでは本作のダウンロード版が入手でき、同梱パックには無料の4GBのPS Vitaのメモリーカードが付属し、Vita背面に特別なCODテーマが刻印され、Vitaを入れられるポーチも含まれている。北米版の『コールオブデューティ ブラックオプス ディクラシファイド』には『コール オブ デューティ ロードトゥヴィクトリー』の無料ダウンロード権が含まれている。

## 評価
本作は発売以降ネガティブなレビューを受けており、42のレビューに基づいたGameRankingsのスコアが33%となり 、58レビューに基づいたMetacriticのスコアは100点中33点となった 。
Game Informerのダン・ライカートは本作を「論外」と呼んだ 。Giant Bombのジェフ・ガーストマンは本作を「支離滅裂」と言及し、酷いタッチスクリーン操作やバグで動かなくなる敵、マルチプレイヤーのマップ（ガーストマンは「文字通り敵の目の前にリスポーンするほど狭い」と表現している）を批判した 。3 Newsのダニエル・ラットリッジは、シングルキャンペーンが一時間未満だったとし、「酷いコストパフォーマンス」と述べた 。Pocket Gamerのピーター・ウィリントンも感銘を受けず、本作を「ファンに対して巨大な中指を突きたてている」と呼んだ 。
本作は批評家から貶されたことで有名になったゲームの一つとなった。
悪評にもかかわらず、本作は英国のセールスチャートで初週16位になり、2012年に販売されたPlayStation Vita用ゲームの初週としては『アサシン クリード III レディ リバティ』に次いで2番目となった。